# Dániel Németh
Dániel Németh (Gyöngyös, 9 ottobre 2003) è un calciatore ungherese, attaccante dello Zalaegerszeg.

## Carriera

### Club
Cresciuto nel settore giovanile dell'Honvéd, debutta in prima squadra il 31 ottobre 2020, in occasione dell'incontro di Nemzeti Bajnokság I pareggiato per 1-1 contro il Mezőkövesd-Zsóry. Nel febbraio 2021 viene acquistato dallo Zalaegerszeg. Nel febbraio 2022, dopo aver totalizzato sei presenze tra campionato e coppa, viene ceduto in prestito al Nafta 1903, squadra della seconda divisione slovena, fino al termine della stagione. Rientrato alla base, il 13 agosto 2022 ha realizzato la sua prima rete in campionato, nell'incontro pareggiato per 1-1 contro l'Újpest.

### Nazionale
Ha rappresentato le nazionali giovanili ungheresi.

## Statistiche

### Presenze e reti nei club
Statistiche aggiornate al 3 aprile 2023.
| Stagione            | Squadra             | Campionato          | Campionato | Campionato | Coppe nazionali | Coppe nazionali | Coppe nazionali | Coppe continentali | Coppe continentali | Coppe continentali | Altre coppe | Altre coppe | Altre coppe | Totale | Totale |
| Stagione            | Squadra             | Comp                | Pres       | Reti       | Comp            | Pres            | Reti            | Comp               | Pres               | Reti               | Comp        | Pres        | Reti        | Pres   | Reti   |
| ------------------- | ------------------- | ------------------- | ---------- | ---------- | --------------- | --------------- | --------------- | ------------------ | ------------------ | ------------------ | ----------- | ----------- | ----------- | ------ | ------ |
| 2020-feb. 2021      | Honvéd              | NB1                 | 2          | 0          | CU              | 0               | 0               | UEL                | 0                  | 0                  |             | -           | -           | 2      | 0      |
| feb.-giu. 2021      | Zalaegerszeg        | NB1                 | 2          | 0          | CU              | 1               | 0               |                    | -                  | -                  |             | -           | -           | 3      | 0      |
| 2021-feb. 2022      | Zalaegerszeg        | NB1                 | 3          | 0          | CU              | 0               | 0               |                    | -                  | -                  |             | -           | -           | 3      | 0      |
| feb.-giu. 2022      | Nafta 1903          | 2.SNL               | 12         | 4          |                 | -               | -               |                    | -                  | -                  |             | -           | -           | 12     | 4      |
| 2022-2023           | Zalaegerszeg        | NB1                 | 19         | 2          | CU              | 2               | 1               |                    | -                  | -                  |             | -           | -           | 21     | 3      |
| Totale Zalaegerszeg | Totale Zalaegerszeg | Totale Zalaegerszeg | 24         | 2          |                 | 3               | 1               |                    | -                  | -                  |             | -           | -           | 27     | 3      |
| Totale carriera     | Totale carriera     | Totale carriera     | 38         | 6          |                 | 3               | 1               |                    | 0                  | 0                  |             | -           | -           | 41     | 7      |

## Palmarès

### Club

#### Competizioni nazionali
- Coppa d'Ungheria: 1

Zalaegerszeg: 2022-2023